# 原町村
原町村（はらまちむら）は、1955年まで愛媛県の伊予郡にあった村であり、現在の伊予郡砥部町の北部一帯の地域である。

## 地理
現在の砥部町の北部一帯。松山平野の南縁部に位置し、重信川の支流の一つである砥部川の中流域にあたる。
北は浮穴村に、東は荏原村（ともに現在の松山市の一部）に、南は砥部町に、西は行道山をはさんで南伊予村および谷上山をはさんで南山崎村に接していた。

## 歴史
藩政期
- 大洲藩に属した。

明治以降
- 1889年（明治22年） - 成立。
初めは下浮穴郡に属し、明治29年から伊予郡に属する。
- 明治20年代に県道（現在の国道33号）が開通し、街道町として栄えた。
- 1955年（昭和30年） - 合併により砥部町となる。

```
原町村の系譜
（町村制実施以前の村）
麻生　　━━┓
宮内　　━━┃
千足　　━━╋━ 原町村 　━━━━┓ （昭和30年3月31日合併）
川井　　━━┃  　　　　　　　　　┃━━　砥部町
七折　　━━┛  　　　　　　　　　┃
大角蔵　━━┛  　　　　　　　　　┃
　　　　　　　　砥部町　━━━━━┛

```

## 地域
麻生（あそう）、宮内（みやうち）、千足（せんぞく）、川井（かわい）、七折（ななおり）、大角蔵（おおかくら）の6つの大字があった。いずれも明治の村制発足前からの旧村である。
大洲藩に属し、麻生、宮内の地に加藤泰興の命により町場がつくられ、発展した。

## 行政
役場
大字麻生におかれていた。

## 産業
藩政期には海産物、酒類、麹などの商いが営まれた。明治半ば以降は街道町として発展し、蝋、瓦、素麺、竹細工なども興った。大角蔵の山地に砥石を産するが、運搬に難があり、休止された。

## 交通

### 鉄道
最寄駅
伊予鉄道森松線森松駅 路線廃止済み

### 道路
土佐街道、現在の国道33号